# 山西省科学技术馆
山西省科学技术馆，是山西省第一座科技馆。
原馆位于山西省太原市迎泽西大街58号，1983年始建，1988年2月正式对外开放，占地面积2万余平方米，建筑面积13290平方米。新馆位于山西省太原市长风商务区，2007年项目立项，2013年10月正式对外开放。